# Major League Soccer 2004
Die Major League Soccer 2004 Saison lief ab wie folgt.
In dieser Major League Soccer Saison gewann D.C. United zum 4. Mal den MLS Cup. Die wichtigste Neuigkeit 2004 war, dass das „Wunderkind“ Freddy Adu im Alter von 14 Jahren einen Vertrag bei D.C. United erhielt und sein erstes Tor gegen die MetroStars erzielte. Er erzielte, als jüngster Spieler der nordamerikanischen Sportgeschichte, insgesamt 5 Tore.
Columbus Crew stellte in der 2. Hälfte der regulären Saison einen MLS-Rekord mit 18 nicht verlorenen Spiele in Folge.
Das Meisterschaftsfinale fand zum zweiten Mal in Folge im Home Depot Center statt. Zum ersten Mal wurde ein Spieler im Finale des Feldes verwiesen (Dema Kovalenko nach Handspiel auf der Torlinie).

## Endergebnis
| Position | Eastern Conference     | Punkte | Spiele | Siege | U  | Niederlagen | Tore | Gegentore | Differenz | Besuchsdurchschnitt |
| -------- | ---------------------- | ------ | ------ | ----- | -- | ----------- | ---- | --------- | --------- | ------------------- |
| 1        | Columbus Crew          | 49     | 30     | 12    | 13 | 5           | 40   | 32        | +8        | 16.872              |
| 2        | D.C. United            | 42     | 30     | 11    | 9  | 10          | 43   | 42        | +1        | 17.232              |
| 3        | MetroStars             | 40     | 30     | 11    | 7  | 12          | 47   | 49        | −2        | 17.195              |
| 4        | New England Revolution | 33     | 30     | 8     | 9  | 13          | 42   | 43        | −1        | 12.226              |
| 5        | Chicago Fire           | 33     | 30     | 8     | 9  | 13          | 36   | 44        | −8        | 17.153              |
| Position | Western Conference     | Punkte | Spiele | Siege | U  | Niederlagen | Tore | Gegentore | Differenz | Besuchsdurchschnitt |
| 1        | Kansas City Wizards    | 49     | 30     | 14    | 7  | 9           | 38   | 30        | +8        | 14.816              |
| 2        | LA Galaxy              | 43     | 30     | 11    | 10 | 9           | 43   | 42        | +1        | 23.809              |
| 3        | Colorado Rapids        | 41     | 30     | 10    | 11 | 9           | 29   | 32        | −3        | 14.195              |
| 4        | San José Earthquakes   | 38     | 30     | 9     | 11 | 10          | 41   | 35        | +6        | 13.001              |
| 5        | Dallas Burn            | 36     | 30     | 10    | 6  | 14          | 34   | 45        | −11       | 9.088               |

## Individuelle Auszeichnungen
- „wertvollster“ Spieler: Amado Guevara, MetroStars
- bester Scorer: Amado Guevara, MetroStars; Pat Noonan, New England Revolution (30)
- beste Torschützen: Eddie Johnson, Dallas Burn; Brian Ching, San José Earthquakes (12)
- Verteidiger des Jahres: Robin Fraser, Columbus Crew
- Torhüter des Jahres: Joe Cannon, Colorado Rapids
- Rookie des Jahres: Clint Dempsey, New England Revolution
- Trainer des Jahres: Greg Andrulis, Columbus Crew
- Comeback des Jahres: Brian Ching, San José Earthquakes
- Tor des Jahres: Dwayne De Rosario, San José Earthquakes
- Fairplay-Preis: Eddie Pope, MetroStars
- Humanitarian of the Year: Chris Henderson, Colorado Rapids